# 張邦敬
張邦敬（16世紀—17世紀），字簡甫，號中軒，陝西西安府韓城縣人，明朝政治人物。

## 生平
張邦敬是萬曆元年（1573年）癸酉科陝西鄉試舉人，授高縣知縣，為政誠樸無華，以勸課農桑，興舉廢墜為務，深得民心，十七年（1589年）調任新設屏山知縣，調原武知縣，二十六年（1598年）陞河南同知，同年署理鞏縣知縣，以父母去世回鄉，服闋後改順德同知，有循良聲譽，陞敘州知府，刊刻四書五經於府學，奢崇明作亂時負責徵賦餉，因功陞四川按察司副使、兵備安綿，調雲南按察司副使、兵備金滄，兼提督學政，提拔多位名士，同時革除土番私貢金錢流弊，命令營伍不時檢閱，號為一方保障，四十六年（1618年）陞貴州布政使司左參政，三個月後告歸，杜門不再出仕，撫愛子孫，捐修學宮，設置司馬太史公祭田，得人們稱頌，去世後入祀高縣名宦祠。

## 引用
1. ↑  乾隆《原武縣志·卷六》：知縣 明……張邦敬 號中軒，韓城人
2. 1 2  嘉慶《韓城縣志·卷六·賢良》：張邦敬，字簡甫，萬厯癸酉舉人，四川高縣知縣，調屏山，補原武，行取河南郡丞，鹽法屯政多所調停，丁內艱補順德，以循良稱，陞敘州知府，敘荒裔文教殘缺，公為刊四書五經於府學，安奢土司叛亂，大兵合勦，公徵賦餉奏降有功，陞安綿兵備副使，調雲南金滄兵備副使，兼攝督學，識拔多名士，他若革土番私貢之金，敕營伍時閱之規，號一方保障，陞貴州布政司監軍左參政，任三月歸里，杜門不出，推產伯兄，撫愛猶子孫，捐金葺學宮，置司馬太史公祭田，人多稱之。
3. ↑  《明神宗顯皇帝實錄·卷二百九》：（萬曆十七年三月丙辰）吏戶兵三部覆四川撫按條議川……知縣張邦敬調繁難于新設縣……
4. ↑  民國二十六年《鞏縣志·卷十一·職官》：明 知縣……張邦敬 補 萬厯二十六年任由河南府同知署，見魏進忠墓碑
5. ↑  《明神宗顯皇帝實錄·卷五百六十八》：（萬曆四十六年四月辛卯）陞雲南副使張邦敬為貴州參政，延安知府馬呈秀為陝西副使。
6. ↑  同治《高縣志·卷三十四·職官志》：張邦敬 陝西韓城舉人，萬厯間為高縣令，沉靜有為，悃幅無華，孜孜以勸課農桑，興舉廢墜為務，深得民心，會九絲平，以軍功擢敘州太守，累遷四川按察司副使，以上俱祀名宦祠。